# SUPER TAKANAKA LIVE!
『SUPER TAKANAKA LIVE!』（スーパー・タカナカ・ライヴ）は、日本のギタリストである高中正義が1980年3月1日にリリースした1枚目のライブ・アルバムである。

## 解説
高中自身初のライブ・アルバムで、同年の12月1日にオリジナルアルバム『JOLLY JIVE』が発売された直後の12月23日から24日に日本武道館にて行われた井上陽水とのジョイントライブの模様を収録したアルバムである。
このアルバムが発売された35年後の2014年に、同じセットリストで収録が行われたスタジオライブアルバム『SUPER STUDIO LIVE!』がリリースされた。

## 収録曲

### A面
| 全作曲・編曲: 高中正義。 |                    |       |            |      |
| #                        | タイトル           | 作詞  | 作曲・編曲 | 時間 |
| 1.                       | 「BLUE LAGOON」    |       | 高中正義   | 6:44 |
| 2.                       | 「EXPLOSION」      |       | 高中正義   | 4:06 |
| 3.                       | 「珊瑚礁の妖精」   |       | 高中正義   | 4:32 |
| 4.                       | 「RAINY DAY BLUE」 |       | 高中正義   | 4:54 |
| 合計時間:                | 合計時間:          | 20:16 |            |      |

### B面
| 全作曲・編曲: 高中正義。 |                  |       |            |      |
| #                        | タイトル         | 作詞  | 作曲・編曲 | 時間 |
| 1.                       | 「TROPIC BIRD」  |       | 高中正義   | 6:34 |
| 2.                       | 「DISCO “B”」    |       | 高中正義   | 5:04 |
| 3.                       | 「READY TO FLY」 |       | 高中正義   | 9:08 |
| 4.                       | 「黒船」         |       | 高中正義   | 2:51 |
| 合計時間:                | 合計時間:        | 23:37 |            |      |

## 楽曲解説

### A面
1. BLUE LAGOON
  - オリジナルは1979年に発売されたアルバム『JOLLY JIVE』に収録されている。
2. EXPLOSION
  - オリジナルは1979年に発売されたアルバム『JOLLY JIVE』に収録されている。
3. 珊瑚礁の妖精
  - オリジナルは1979年に発売されたアルバム『JOLLY JIVE』に収録されている。
4. RAINY DAY BLUE
  - オリジナルは1979年に発売されたアルバム『JOLLY JIVE』に収録されている。

### B面
1. TROPIC BIRD
  - オリジナルは1976年に発売されたアルバム『SEYCHELLES』に収録されている。
2. DISCO “B”
  - オリジナルは1978年に発売されたアルバム『BRASILIAN SKIES』に収録されている。
3. READY TO FLY
  - オリジナルは1977年に発売されたアルバム『TAKANAKA』に収録されている。
  - 1980年に、このヴァージョンがパイオニア『S-180A』のCMソングに起用された。
4. 黒船
  - オリジナルは1974年に発売されたサディスティック・ミカ・バンドのアルバム『黒船』に収録されている。
  - オリジナルの作曲のクレジットはサディスティックスなのに対し、このアルバムでは高中正義単独名義としてクレジットされている。

## 参加ミュージシャン
- Keyboards：石川清澄, 小林“MIMI-CHAN”泉美
- Drums：上原ユカリ, 井上“SHI-CHAN”茂
- Electric Bass：高橋ゲタ夫
- Electric Guitar：椎名和夫
- Saxophone：土岐英史
- Percussion：中島御, 菅原“SUGA-CHIN”裕紀